# Northern Rock
A Northern Rock (antiga London Stock) é um banco britânico, sob propriedade pública desde 2008. É sediado em Newcastle upon Tyne, no nordeste da Inglaterra. 
Surgiu em 1965 a partir da fusão de dois bancos: o Northern Counties Link Building Society (fundado em 1850) e do Rock Building Society (fundado em 1865). Em 30 anos de vida, a Northern Rock adquiriu várias outras empresas menores de construção. 
Junto com muitas outras empresas do Reino Unido, na década de 1990, apostou na desmotualização e na "flutuação" na bolsa de valores, para expandir seus negócios mais facilmente. Em 2008, a empresa fora nacionalizada, passando assim seus ativos para o Governo Britânico, sendo uma das principais empresas a cair na crise econômica mundial.
Patrocinou o Newcastle United por vários anos. 